# Heather Payne
Heather Payne (* 26. Januar 2000 in Ballinasloe) ist eine irische Fußballspielerin.

## Karriere

### Vereine
Von 2016 bis 2018 spielte sie für drei Spielzeiten lang beim Peamount United FC. Danach schloss sie sich im August 2018 dem englischen Super League Klub Bristol City an.
Nach einer Saison hier, zog es sie durch ein College-Stipendium in die USA, womit sie seitdem dort nun für die Florida State Seminoles spielt.

### Nationalmannschaft
Nach der U17 (mit der sie an der Europameisterschaft 2015 teilnahm) und der U19 (mit welcher sie auch hier an der Europameisterschaft im Jahr 2017 teilnahm) bekam sie im August 2018 erstmals eine Nominierung für die irische A-Nationalmannschaft. Bei dem 4:0-Sieg in der WM-Qualifikation über Nordirland stand sie dann auch direkt in der Startelf.
Nebst weiteren Freundschaftsspielen war sie dann auch bei der Quali zur EM 2022 und der zur WM 2023 dabei und wurde in mehreren Spielen eingesetzt. Durch die Platzierung ihrer Mannschaft auf dem zweiten Platz bei letzter, ging es gegen Schottland nochmal in ein finales Playoff-Spiel. Dies gewann ihre Mannschaft dann auch mit 1:0, wobei sie bei dieser Partie in der Startelf stand. Damit schaffte ihre Mannschaft erstmals die Qualifikation für eine WM-Endrunde.
Im Juni 2023 wurde sie für den vorläufigen Kader für die Endrunde der Weltmeisterschaft 2023 nominiert. Am 28. Juni 2023 wurde sie für den finalen WM-Kader nominiert.